# Монтрезор Адам Йосипович
Граф Ада́м Йо́сипович граф Монтрезо́р (1888 — ?) — український політик консервативного крила. Провідний діяч неогетьманського руху, засновник гетьманських організацій Польщі, один із засновників Українського Союзу Хліборобів-Державників. 
Син Юзефа де Монтрезора (Montresor Józef (de), 1840 (?) — 15.01.1905, Варшава) та Констанції де Монтрезор з роду Любовидських (Montresor Konstancja (de) Lubowidzka 3.XI.1852 — 6.XII.1928, Варшава).. Чоловік старшої доньки Гетьмана Павла Скоропадського — Марії.

## Життєпис

Весілля Марії Скоропадської та Адама Монтрезора. Ванзее, 10 серпня 1927 року.

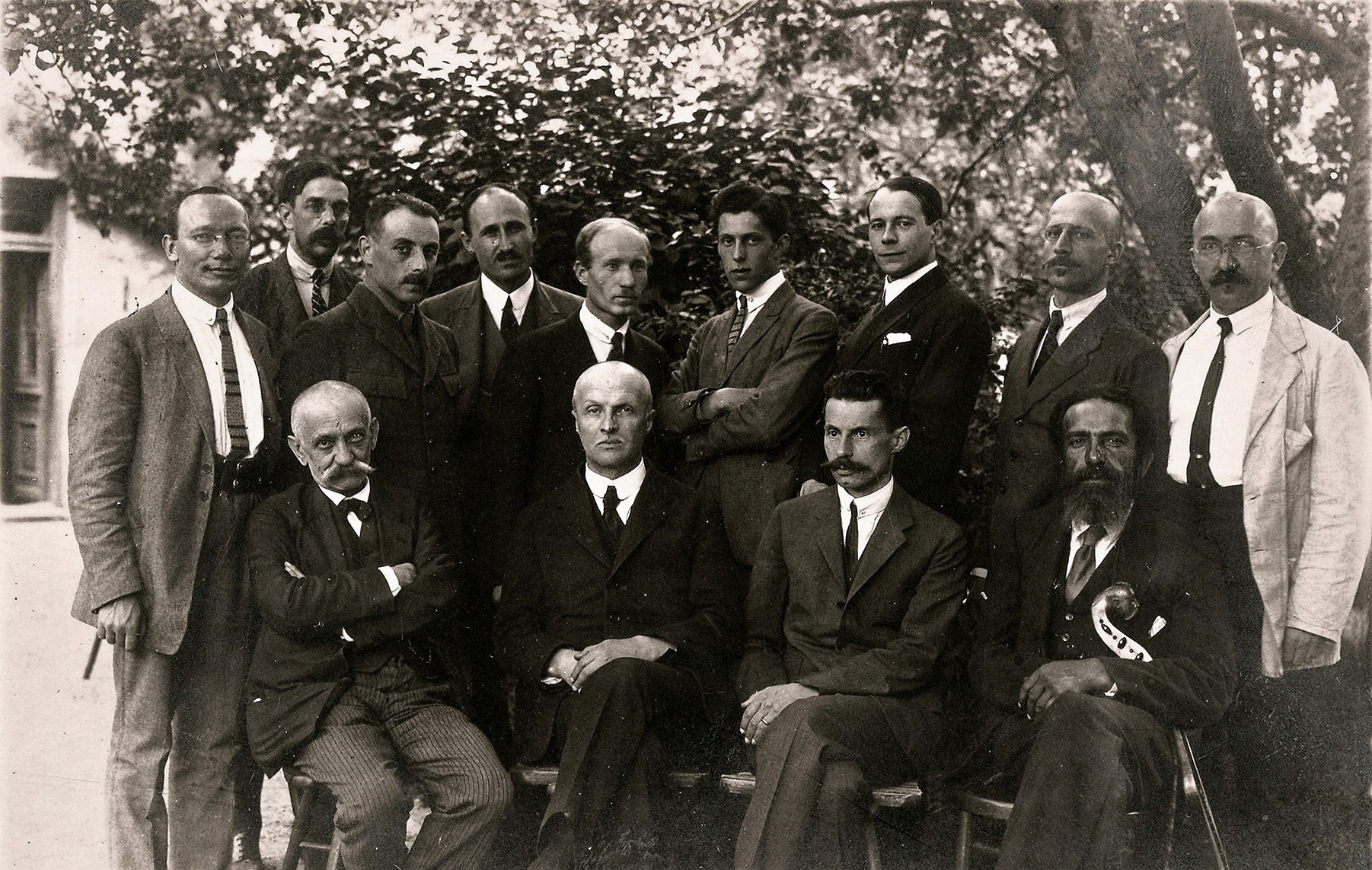
Учасники установчого з'їзду Українського союзу хліборобів-державників, Рейхенау, 4—8 червня 1922 року. Зліва направо сидять: Іван Леонтович, гетьман Павло Скоропадський, В'ячеслав Липинський, Людвіг Сідлецький; стоять Михайло Тимофіїв, Микола Кочубей, Адам Монтрезор, Андрій Білопольський, Михайло Савур-Ципріянович, Ігор Лоський, Володимир Залозецький, Сергій Шемет, Олександр Скоропис-Йолтуховський.

Походив з давнього полонізованого французького роду, предок якого виїхав до Речі Посполитої в XVIII столітті. Мати — Констанція Вацлавівна походила з роду Любовидських гербу Копач (Lubowidzcy h. Kopacz z Lubowidzy) (епітафія на її могилі cm. Powązkowskim: Ś.P. Z LUBOWIDZKICH KONSTANCJA HR DE MONTRESOR UR. 3.XI.1852 R. ZM. 6.XII.1928 R.). Дочка Вацлава Любовидського та Дороти Прушинської (Dorota Ursyn-Pruszyńska).
Граф Адам Монтрезор був близьким другом українського консервативного мислителя В'ячеслава Липинського, сусідою його посілостей на Уманщині. Монтрезор належав до французького аристократичного роду, представник якого змушений був рятуватися 1627 року втечею до Польщі від переслідувань кардинала Рішельє.
Під час військової кампанії Наполеона у Московщині, прадід Адама Монтрезора у складі французької армії брав участь у бойових діях. Зрештою, рід Монтрезорів осів на українському Поділлі. З кінця XIX століття представники роду брали активну участь в українському національному русі.
Бувши одним із засновників УСХД, граф Адам Монтрезор на початку 1921 року введений до складу Ради Присяжних УСХД. З 1930 року був діяльним членом осередку УСХД у Варшаві. 
В'ячеслав Липинський у своїх листах характеризував Монтрезора як людину «щиро віддану українській державно-національній ідеї». 1939 року під час окупації польської території німецькою армією, Адам Монтрезор зник безвісти. За чутками, убитий радянськими військами на Волині. Усі розшуки, організовані екс-гетьманом Скоропадським та його донькою, виявилися марними. Подальша доля Адама Монтрезора невідома.